# Dirona albolineata
Dirona albolineata MacFarland, 1905 è un mollusco nudibranchio appartenente alla famiglia Dironidae.

## Distribuzione e habitat
Si possono trovare esemplari di Dirona albolineata nell'est dell'Oceano Pacifico, dall'Alaska alla California.

## Descrizione
La Dirona albolineata può raggiungere una lunghezza di circa 18 cm. Questa specie, come altre del suo genere, è semitrasparente con un vasto, robusto e abbastanza piatto cerato. In questi nudibranchi il cerato manca di cellule urticanti (cnidoblasti).
La D. albolineata più comune è semitrasparente con un bianco opalescente che circonda il cerato e la linea della coda, ma il colore varia dal bianco fino al rosa, arancione pallido o lavanda con sfumatura rossiccia.

## Biologia
Questi nudibranchi sono carnivore che si cibano di una grande varietà di prede, soprattutto di bryozoa, piccoli crostacei, hydrozoa, ascidiacei e chiocciole.
Sono ermafroditi simultanei, di conseguenza entrambi gli individui si comportano sia come maschio che come femmina durante l'accoppiamento. La deposizione di uova avviene solitamente sia in estate che in inverno.